# Kriptovalutni mehurček
Propad špekulativnega balona v kriptovalutah so izrazili številni strokovnjaki za ekonomijo in finančne trge.
Bitcoin in druge kriptovalute so prepoznali kot špekulativne mehurčke številni prejemniki Nobelove nagrade za ekonomijo, centralni bančniki in vlagatelji.
Od januarja do februarja 2018 je cena bitcoina padla za 65 odstotkov. Do septembra 2018 je indeks MVIS CryptoCompare Digital Assets 10 izgubil 80 odstotkov vrednosti, zaradi česar je bil upad trga kriptovalut odstotkovno večji od razpoka mehurčka Dot-com leta 2002. Novembra 2018 je celotna tržna kapitalizacija bitcoina prvič po oktobru 2017 padla pod 100 milijard dolarjev,  cena bitcoina pa je padla pod 4000 dolarjev, kar je pomenilo 80-odstotni padec glede na vrh prejšnjega januarja. Od 8. do 12. marca 2020 je cena bitcoina padla za 30 odstotkov z 8901 na 6206 dolarjev. Do oktobra 2020 je bitcoin dosegel vrednost približno 13.200 USD.
Novembra 2020 je bitcoin spet presegel prejšnjo najvišjo vrednost nad 19.000 USD. Po ponovnem vzponu 3. januarja 2021 s 34.792,47 USD je naslednji dan strmoglavil za 17 odstotkov. 8. januarja 2021 je prvič dosegel vrednost nad 40.000 USD. Vrednost 40.000 USD je spet dosegel 6. februarja 2021, nato je 8. februarja dosegel najvišjo vrednost 48,216 USD, od takrat naprej pa njegova vrednost pada.

## Bitcoin
Bitcoin je kot špekulativni mehurček označilo osem prejemnikov Nobelove nagrade za ekonomijo: Paul Krugman, Robert J. Shiller, Joseph Stiglitz, Richard Thaler, James Heckman, Thomas Sargent, Angus Deaton in Oliver Hart, prav tako pa tudi uradniki centralnih bank, vključno z Alanom Greenspanom, Agustínom Carstensom, Vítorjem Constânciom in Noutom Wellinkom.
Vlagatelja Warren Buffett in George Soros sta ga označila za »fatamorgano« in »mehurček«; poslovneža Jack Ma in Jamie Dimon pa sta ga označila za »mehurček« in »prevaro«. Generalni direktor JP Morgan Chase, Jamie Dimon, je pozneje dejal, da obžaluje, da je bitcoin označil za prevaro.

## Altkovanci
Od izdaje bitcoina je bilo ustvarjenih več kot 6000 altkovancev (alternativnih različic bitcoina ali drugih kriptovalut).
Članek CBS iz januarja 2018 je opozoril na mehurček s kriptovalutami in goljufije, pri čemer je navajal primer britanske družbe BitConnect, ki je od teksaškega državnega odbora za vrednostne papirje prejela ukaz o opustitvi in prenehanju. BitConnect je obljubil zelo visoke mesečne donose, vendar se ni registriral pri državnih regulatorjih vrednostnih papirjev ali navedel njihovega sedeža.

## Začetna ponudba kovancev
Revija Wired je leta 2017 opozorila, da bo mehurček v začetnih ponudbah kovancev (ICO) kmalu počil. Nekateri vlagatelji so kupili ICO v upanju, da bodo sodelovali pri finančnih dobičkih, podobnih tistim, ki so jih uživali zgodnji špekulanti z bitcoinom ali etrom.
Binance je bil eden največjih zmagovalcev v tem razcvetu, ko je postal največja platforma za trgovanje s kriptovalutami. Na svoji izmenjavi navaja na desetine digitalnih žetonov.
Junija 2018 je Ella Zhang iz Binance Labs, oddelka borze kriptovalut Binance, izjavila, da upa, da bo mehurček v ICO propadel. Obljubila je, da bo pomagala »v boju proti prevaram in ničvrednim kovancem«.

## Razcvet leta 2017 in zlom leta 2018
Zrušitev kriptovalut leta 2018     (znana tudi kot zrušitev bitcoina in veliko kriptovalutno sesutje) je bila razprodaja večine kriptovalut od januarja 2018. Po izjemnem razcvetu leta 2017 je cena bitcoina v mesecu od 6. januarja do 6. februarja 2018 padla za približno 65 odstotkov. Pozneje so od decembra 2017 do januarja 2018 dosegle vrh tudi skoraj vse druge kriptovalute, ki so nato sledile bitcoinu. Do septembra 2018 so se kriptovalute zrušile za 80 % od vrha januarja 2018, zaradi česar je bil zlom kriptovalut leta 2018 hujši od 78-odstotnega propada mehurčka dot-com. Do 26. novembra je tudi bitcoin padel za več kot 80 % od vrha, saj je v prejšnjem tednu izgubil skoraj tretjino vrednosti.

### Časovni potek sesutja
- 17. december 2017: Cena bitcoina je za kratek čas dosgla najvišjo vrednost 19.783,06 USD.[37]
- 22. decembra 2017 je bitcoin padel pod 11.000 USD, kar je bil 45-odstotni padec glede na vrh.[38]
- 12. januarja 2018, ob govoricah, da bi se Južna Koreja lahko pripravljala na prepoved trgovanja s kriptovalutami, je cena bitcoina padla za 12 odstotkov.[39] [40]
- 26. januarja 2018 se je zgodil vdor v Coincheck, največji japonski OTC trg kriptovalut. Heker je ukradel kovance NEM v vrednosti 530 milijonov ameriških dolarjev, ob izgubi zaradi te tatvine, ki je bila največja do zdaj, pa je Coincheck za nedoločen čas ustavil trgovanje.[41]
- 7. marca 2018 so bili za nelegalno poslovanje uporabljeni kompromitirani API ključi za spletno menjalnico Binance.[42]
- Konec marca 2018 so Facebook, Google in Twitter prepovedali oglaševanje prvih ponudb kovancev (ICO) in prodajo žetonov.[43]
- 15. novembra 2018 je tržna kapitalizacija Bitcoina prvič po oktobru 2017 padla pod 100 milijard dolarjev, cena bitcoina pa je padla na 5500 dolarjev.[44] [45]

## Razcvet bitcoina v začetku leta 2021
V začetku leta 2021 je cena bitcoina doživela nov razcvet, saj se je od marca 2020 povzpela za več kot 700 % in 7. januarja prvič narasla nad mejo 40.000 USD. Britanski organ za finančno ravnanje je 11. januarja vlagatelje opozoril pred posojli ali naložbami v kriptosredstvih, saj lahko »izgubijo ves svoj denar«.